# Фридек, Мартин
Мартин Фридек (чеш. Martin Frýdek; род. 9 марта 1969, Градец-Кралове, Восточночешский край) — чехословацкий и чешский футболист, выступавший на позиции полузащитника. Его сыновья, Мартин и Кристиан, также являются профессиональными футболистами.

## Карьера игрока

### Клубная
Карьеру игрока начинал, обучаясь в школе клуба «Спартак» из родного города Градец-Кралове. Позднее выступал за малоизвестные клубы «Агро» из Колина и «Карловы Вары». В 1990 году дебютировал в составе первого «большого» клуба Чехословакии (а позднее и всей Чехии), а именно в составе пражской «Спарты». В активе Фридека 177 матчей и 27 голов за «спартанцев». В составе пражской команды он играл 7 лет и отметился выступлением в полуфинале Кубка европейских чемпионов и четвертьфинале Кубка обладателей кубков. С ней завоёвывал чемпионские титулы страны 1991, 1993, 1994, 1995 и 1997 годов, кубки 1992, 1993 и 1996 годов.
После выступления на чемпионате Европы 1996 отправился в Германию, где подписал контракт с «Байером», однако в составе клуба не закрепился, отыграв только 10 игр в рамках первенства Бундеслиги. Отправился в «Дуйсбург» по окончании сезона 1997/1998, но и там не закрепился, отыграв в два раза меньше игр (всего 5 матчей). Не выдержав такого испытания, Фридек покинул клуб и немедленно вернулся в Чехию, подписав контракт с «Теплице». Сыграл 51 игру и забил два гола в клубе, а в 2001 году ушёл в малоизвестный «Ксаверов». Завершил карьеру в «Семице» и пражской «Дукле».
В еврокубках его суммарная статистика такова: 18 игр в Кубке европейских чемпионов (позднее — Лиге чемпионов), по 12 игр в Кубке обладателей кубков и Кубке УЕФА. Всего забил три гола в еврокубках (один из его голов позволил пражской «Спарте» пройти «Марсель» в рамках второго раунда Кубка европейских чемпионов 1991/1992).

### В сборной
В сборной сыграл суммарно 37 игр, 8 из которых были за Чехословакию и 29 за Чехию. Забил 4 гола, один из которых также стал ключевым для его команды: победный гол в ворота сборной Беларуси позволил чехам квалифицироваться на континентальное первенство 1996 года. Там он стал вице-чемпионом Европы. Также сыграл один матч на Кубке Конфедераций 1997 года.

## Карьера тренера
Тренерскую карьеру начинал в клубе «Колин» из Третьей лиги. Затем работал с юношеской командой пражской «Спарты». В сезоне 2012/13 тренировал клуб «Селье и Белло», игравший во Второй лиге. Летом 2016 года возглавил клуб Третьей лиги «Локо Влтавин».